# Evangelische Kirche (Landsweiler-Reden)

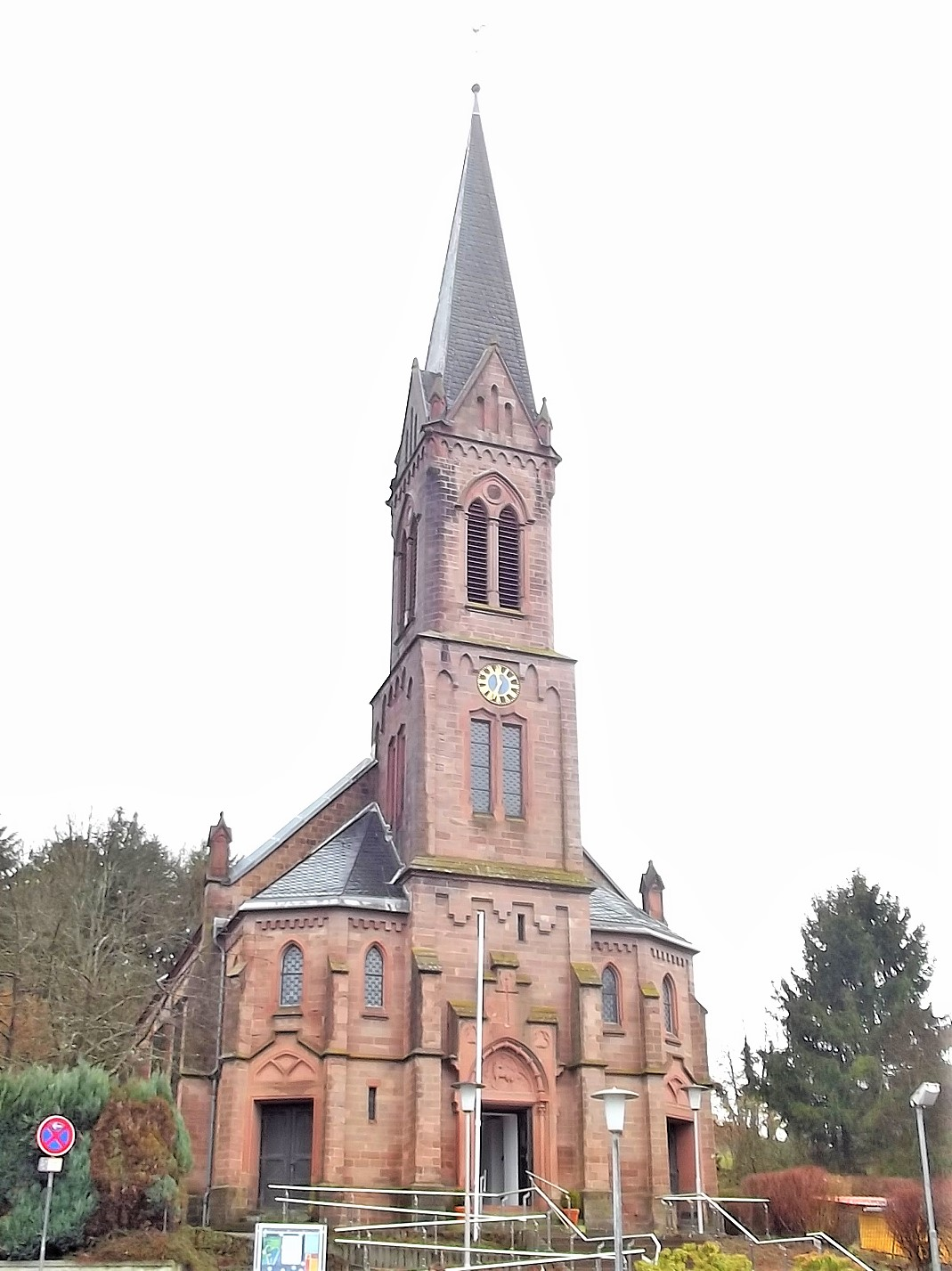
Die evangelische Kirche in Landsweiler-Reden

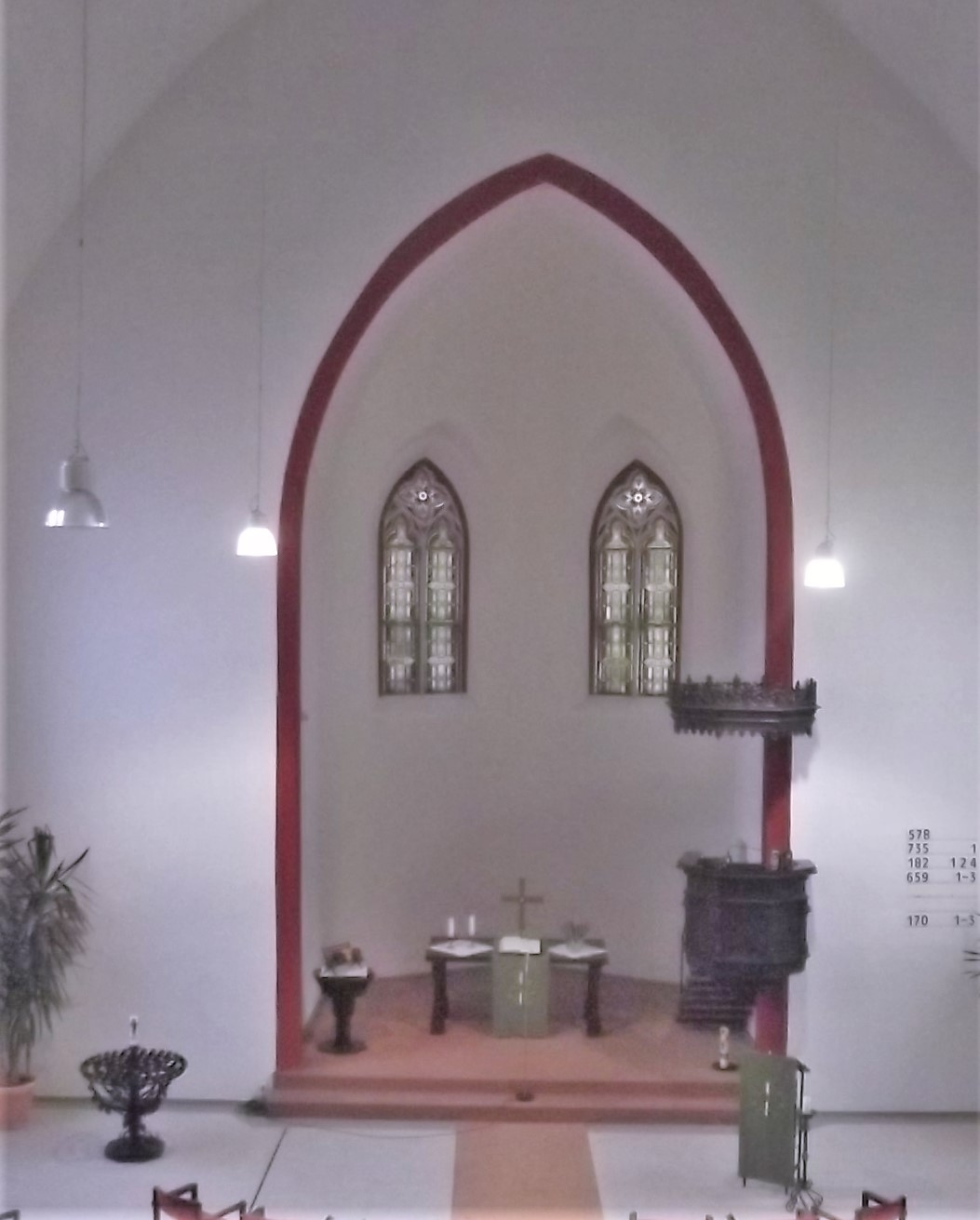
Blick von der Empore in Richtung Altarraum

Die Evangelische Kirche Landsweiler-Reden ist eine Kirche der Evangelischen Kirchengemeinde Landsweiler-Schiffweiler in Landsweiler-Reden, einem Ortsteil der saarländischen Gemeinde Schiffweiler im Kirchenkreis Saar-Ost der Evangelischen Kirche im Rheinland. In der Denkmalliste des Saarlandes ist die Kirche als Einzeldenkmal aufgeführt.

## Geschichte
Im Jahr 1895 gründete sich in Landsweiler ein Kirchenbauverein. Am 7. Juli 1901 erfolgte die Grundsteinlegung zum Neubau der Kirche nach Plänen des Architekten Heinrich Christian Güth (Saarbrücken). Die örtliche Bauleitung übernahm Architekt Fischer (Saarbrücken), für die Ausführung zeichnete Bauunternehmer Pitz (Dudweiler) verantwortlich. Am 31. August 1902 konnte das fertiggestellte Gotteshaus eingeweiht werden.
Die 1918 während des Ersten Weltkrieges für Kriegszwecke eingeschmolzenen drei Glocken der Kirche wurden 1926 durch neue in der Glockengießerei Causard (Colmar) gegossene Glocken ersetzt. 1927 wurde im Rahmen einer ersten größeren Renovierung das Innere ausgemalt und eine Gasheizung installiert. 
Ein Sturm im März 1948 führte dazu, dass das Turmkreuz abbrach. Die folgenden Reparaturarbeiten wurden an den Dachdeckermeister Johann Marx (Friedrichsthal) vergeben, während die Firma Stuppi (Landsweiler) ein neues Kreuz anfertigte. Im Juli 1949 erfolgte durch Malermeister Karl Ohliger (Landsweiler) ein Neuanstrich der Kirche, zwei Monate später die Reinigung und Überholung der Orgel durch Orgelbaumeister Lotar Hintz (Köln), wobei auch ein neues Register eingebaut wurde. 1951 bekam die Kirche abermals neue Glocken als Ersatz für die während des Zweiten Weltkrieges 1943 eingeschmolzenen beiden großen Glocken. Die noch vorhandene kleine Glocke wurde umgegossen. Die feierliche Weihe der Glocken fand am 11. November 1951 statt. 
1952 wurde die Kirchenheizung erneuert. In den Jahren 1966/1967 erfolgte eine Renovierung, wobei der Fußboden mit einer Fußbodenheizung ausgestattet und das Innere des Kirchenschiffes ausgemalt wurde. Dafür wurden die beiden Buntglasfenster im Chorraum von innen zugemauert und das Altarkreuz wurde durch ein schlichtes Holzkreuz ersetzt. Im Dezember 1968 wurde eine neue Orgel ihrer Bestimmung übergeben. Im Herbst 1986 wurde der Kirchturm einer umfangreichen Renovierung unterzogen, und im Frühjahr 2000 mit der Installation einer neuen Heizungsanlage begonnen. Im Jahr 2006 wurden die aus der Zeit der Errichtung der Kirche stammenden Fenster im Kirchenschiff durch neue Fenster ausgetauscht und die beiden 1968 von innen zugemauerten Fenster des Chores wieder freigelegt. Außerdem erhielt die Kirche einen neuen Innenanstrich. Betreut wurden die Maßnahmen des Jahres 2006 durch den Architekten Detlef Hoffmann (Schiffweiler).

## Ausstattung
In der im neugotischen Stil errichteten Kirche sind acht Fenster des Glaskünstlers Christoph Maria Frisch (Saarbrücken) mit plastischen Glasreliefs in Fload Glas aus den Jahren 2005–06 angebracht. Es handelt sich dabei um ein Kreuzigungsfenster, ein Fenster „Gespräch am Jakosbrunnen“, ein Pfingst-Fenster, ein Fenster „Bergpredigt“, ein Schöpfungsfenster, um zwei Text-Fenster mit hebräischen und altgriechischen Schriftzeichen und um ein Auferstehungsfenster. Für die Ausführung zeichnete die Glasmalerei Frese (Saarbrücken) verantwortlich. Weitere Ausstattungsgegenstände sind das von Schreinermeister Johann Marlburg (Landsweiler) stammende Altarkreuz  und die Kanzel mit Schalldeckel. Am Eingang der Kirche befindet sich Tympanonrelief mit der Darstellung des Lamms Gottes.
Die Orgel der Kirche wurde 1968 von der Firma Hermann Eule Orgelbau (Bautzen) erbaut. Das auf einer Empore aufgestellte Schleifladen-Instrument verfügt über 15 Register, verteilt auf 2 Manuale und Pedal. Die Spiel- und Registertraktur ist mechanisch.